# Zahrádčice
Zahrádčice (Duits: Sachratschitz) is een Tsjechische plaats in de gemeente Dolní Kralovice in de regio Midden-Bohemen en maakt deel uit van het district Benešov. Het dorp ligt op ongeveer 1,5 km afstand van Dolní Kralovice.
Zahrádčice telt 23 inwoners (2021).

## Geografie
Zahrádčice ligt nabij het stuwmeer Švihov.

## Geschiedenis
De eerste schriftelijke vermelding van het dorp dateert van 1352.

## Verkeer en vervoer

### Autowegen
Er leidt een regionale weg naar het dorp.

### Spoorlijnen
Er is geen station in (de buurt van) Zahrádčice.

### Buslijnen
Er is één bushalte in het dorp:
| Halte                       | Lijnen  | Traject                                                          | Vervoerder   |
| --------------------------- | ------- | ---------------------------------------------------------------- | ------------ |
| Dolní Kralovice, Zahrádčice | 844 845 | Zruč nad Sázavou - Hořice (- Ježov) Čechtice - Ledeč nad Sázavou | ČSAD Benešov |

## Bezienswaardigheden
- Dorpskapel

## Galerij

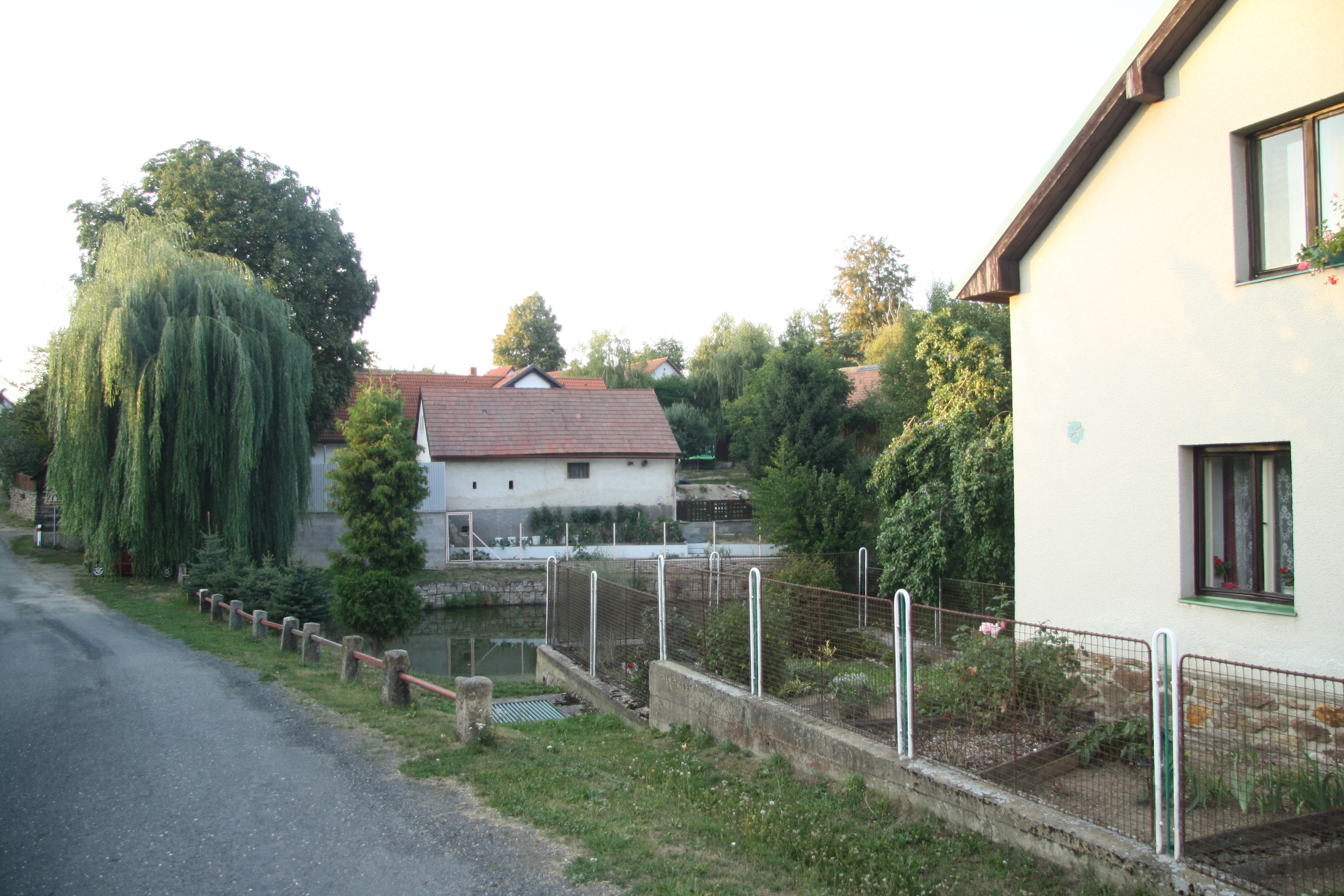
Huizen in het dorp (2018)
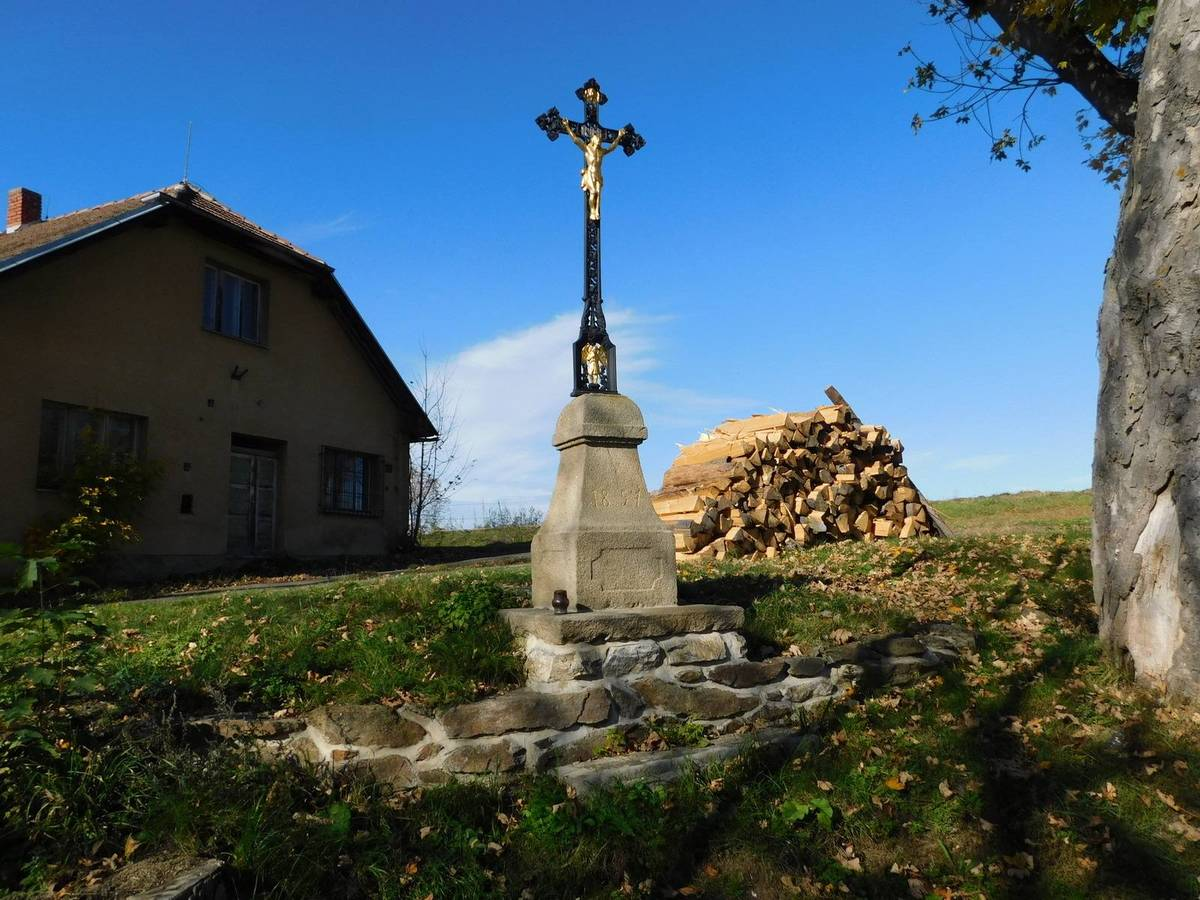
Kruis bij een huis (2018)